# Camilo Darthés
Camilo Darthés cuyo nombre completo era Juan Fernando Camilo Darthés fue un dramaturgo que nació en Argentina el 12 de noviembre de 1889 y falleció en su país el 26 de noviembre de 1974. Es conocido por las 54 piezas de teatro que escribió, la mayoría en colaboración con Carlos S. Damel. 

## Actividad profesional
Se dedicó al teatro desde joven y sus piezas eran 
generalmente obras de carácter costumbrista,
muchas de ellas en colaboración con otros autores, especialmente con Carlos S. Damel, con quien fue galardonado con el primer premio de la Comisión Nacional de Cultura (1937) y el premio Nacional de Teatro (1945). En 1954 recibió junto a Damel el premio de Argentores a la mejor comedia por ¡Qué pequeño era mi mundo!. Entre los títulos más destacados de su producción se encuentran La pipa de yeso, Las que van al infierno, Una herencia complicada, Amparo, Tres mil pesos y El botonazo y también otras que fueron llevadas a la pantalla, como Los chicos crecen (en dos oportunidades) y El viejo Hucha.
Sus obras integraron el repertorio de importantes compañías de teatro de la época como la de Arata-Simari-Franco, Muiño-Alippi y Vittone-Pomar.
También escribió algunos tangos como Gorda, con música de Luis Martino, "tango grotesco" -así figura en la partitura- que grabara Rosita Quiroga en 1928, Andá que te jubilen , con música de Víctor Pontino, y Buenos Aires es una papa con música de Enrique Delfino

## Actividad gremial
Darthés colaboró activamente en el orden gremial con la sociedad de autores Argentores y fue vocal en el Fondo Nacional de las Artes.
Falleció en Argentina el 26 de noviembre de 1974.

## Valoración
En ocasión del reestreno de la obra No la quiero ni me importa por la compañía de Luis Arata, la crónica del diario Crítica del 5 de enero de 1949 señaló:

Darthés y Damel han sabido dar siempre obras de marcado acento porteño y logrado sentido popular. Les ha bastado poner imaginación y buen gusto para compaginar dentro de una comedia cuanto habían observado entre nuestros tipos o extraído de nuestras costumbres. De ahí la calidad del teatro de estos comediógrafos que pudieron traducir una realidad sin deformarla ni bastardearla con recursos fáciles.

Darthés y Damel fueron agudos observadores de la vida cotidiana de Buenos Aires. Llenos de ingenio, con el material hábilmente seleccionado construyeron obras con un ritmo teatral apropiado y con las aventuras de corte sentimental que vivían personajes sencillos retratados dentro del ámbito familiar en los cuales el público se reconocía.
Algunas de sus obras, como Amparo, Mi felicidad y tus amigas, ¡Qué pequeño era mi mundo!, No la quiero ni me importa, dan elementos para reconstruir la evolución de las costumbres en los sectores de la sociedad de Buenos Aires presentes en ellas y, en especial, el cambio de roles jugado por la mujer de la alta clase media. También supieron practicar la crítica social con un fino y sano buen humor, como en Tres mil pesos, Manuel García y Un pucho en el suelo.

## Obras teatrales
En colaboración con Carlos S. Damel
- La pipa de yeso (1912)
- La mascota del barrio (1919)

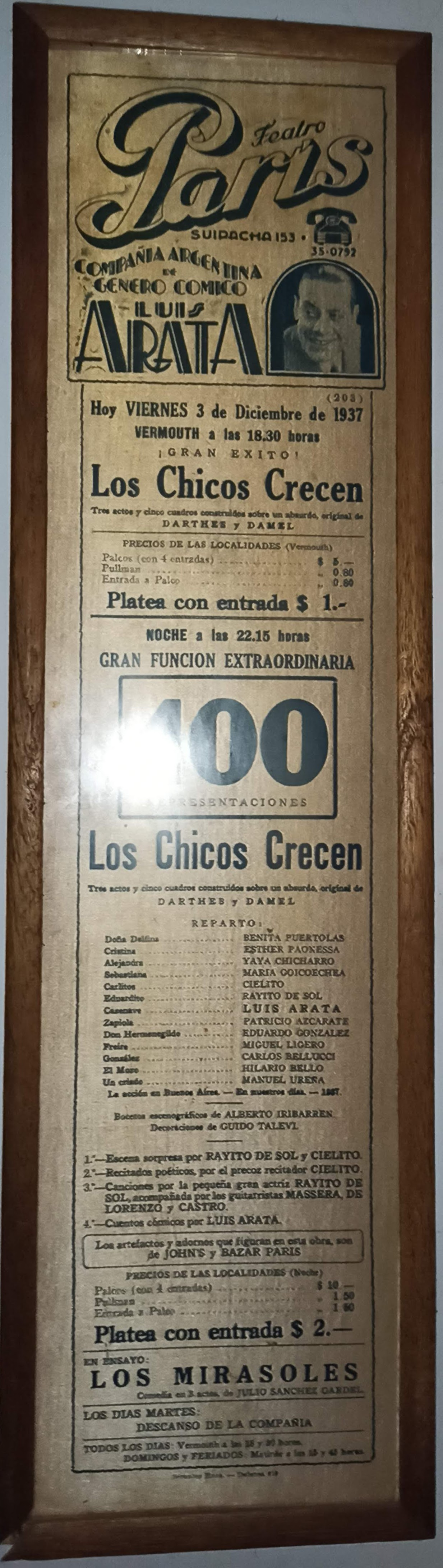
400 funciones

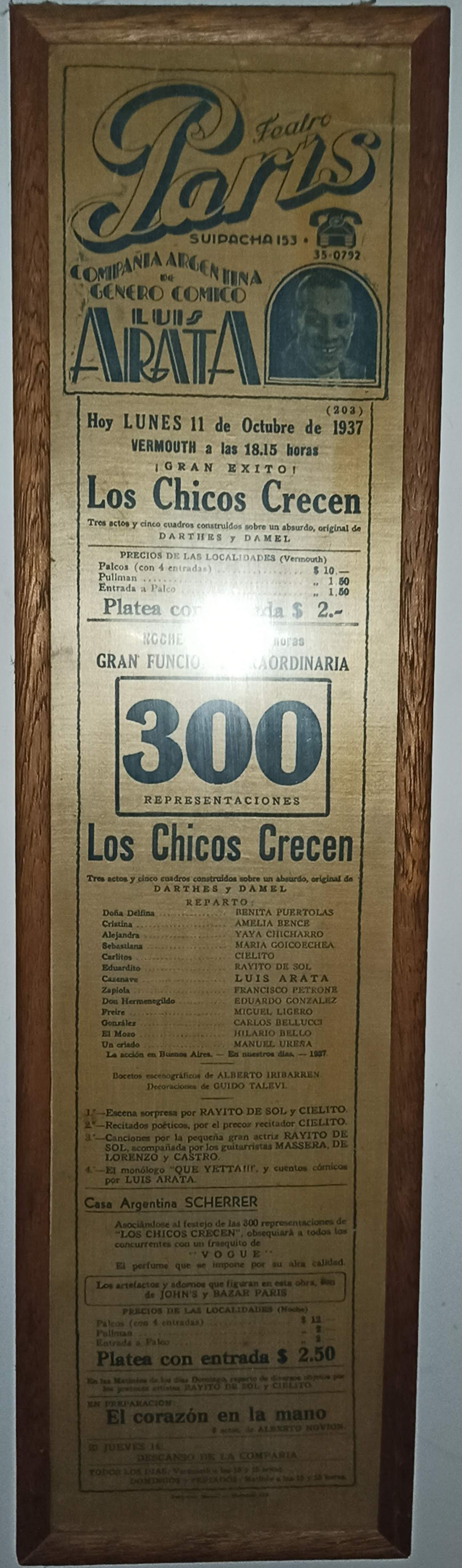
300 funciones

- Hasta el pelo más delgado hace su sombra en el suelo (1920)
- El botonazo
- Consultorio femenino
- Avanti Foot - Ball Club
- Mi felicidad y tus amigas (1943)
- El cadenero
- El sostén de la familia
- Un bebé de París
- El instante
- Hasta la hacienda baguala cai al jaguel con la seca (1920)
- El milagro de San Antonio (1930)
- Los chicos crecen
- Quiero casarme de blanco!  (1949)
- Tres mil pesos (1944)
- Una herencia complicada
- Manuel García (1941)
- Amparo
- Como bola sin manija
- El viejo Hucha  (1921)
- El novio de Martina (1917)
- ¡Qué pequeño era mi mundo!
- Las que van al infierno (1920)
- El intruso (1920)
- El autor
- La hermana Josefina (1939)
- El loco Ruíz (1919)
- Mentiroso! (1925)
- No la quiero ni me importa (1940)
- Un pucho en el suelo (1940)
- El señor X (1919)
- El sueño de la casa propia (1926)
- El sostén de la familia (1931)
- Envidia (1959)

Con José_González_Castillo, Alejandro E. Berruti, Carlos S. Damel y Pedro E. Pic
- El pavo de la boda  (1933)

## Filmografía
Autor con Carlos S. Damel
- Los chicos crecen  (1976)
- Esos de Pénjamo  (1953) dirigida en México por Juan Bustillo Oro sobre la obra Un bebé de París .
- Los viejos somos así (1948) dirigida en México por Joaquín Pardavé
- Los chicos crecen  (1942)
- El viejo Hucha (1942)
- Un bebé de París (1941)

Argumento con Carlos S. Damel
- Delirio  (1944)

## Obras de teatro en televisión
- Los chicos crecen (1981)
- El viejo Hucha (1980)